# Manuel Azcárraga y Palmero
Manuel Azcárraga y Palmero (Manila, 1829-Madrid, 1896) fue un abogado y político español, diputado y senador en las Cortes de la Restauración.

## Biografía
Nació el 20 de julio de 1829 en Manila. Después de iniciar sus estudios en las islas Filipinas, marchó a la península, para cursar Derecho en la Universidad Central. Más adelante fue funcionario en el campo administrativo y judicial, así como ejerció cargos en las Filipinas. Fue colaborador de publicaciones como La Revista de España, El Contemporáneo, La España Moderna, La Paz, El País, La Política y La Política de España en Filipinas, entre otras. Escribió obras como La libertad de comercio en las islas Filipinas (1871) y La reforma del municipio indígena en Filipinas.
En el plano político, obtuvo escaño de diputado a Cortes por el distrito leridano de Solsona en las elecciones de  1876, 1881, 1884 y 1886. En 1891, fue elegido senador por la provincia de Lérida; más adelante  llegaría a ser nombrado senador vitalicio pero falleció antes de jurar el cargo, el 6 de mayo de 1896 en Madrid. Era hermano del general Marcelo Azcárraga, varias veces presidente del Consejo de Ministros y ministro de la Guerra.